# Sous la pluie de l'automne
Pour plus de détails, voir Fiche technique et Distribution.
Sous la pluie de l'automne (arabe : تحت مطر الخريف, soit Tahta matar al kharif) est le seul long métrage d'Ahmed Khchine, réalisateur qui avait auparavant tourné plusieurs courts métrages et qui était l'un des promoteurs de la Fédération tunisienne des cinéastes amateurs. Il a ainsi montré la voie à ses jeunes collègues : Ridha Béhi, Abdelwahab Bouden, Habib Masrouki et Hamadi Bouabid.
Cependant, le sort du film tourné en 1969, bloqué par la censure pendant six ans, a fait perdre au cinéma tunisien un réalisateur considéré comme l'un des plus prometteurs.
Les observations contenues dans les dialogues et les références à l'homosexualité sont à l'origine de la censure qui a mutilé le film et retardé sa sortie à une date où il n'était plus d'actualité.

## Synopsis
Il s'agit d'une humble famille de Kairouan dont la mère tient ensemble un groupe qui s'effrite, sans trouver d'appui chez son mari qui se fait emprisonner pour ivresse. La fille aînée Mariem est séduite et abandonnée. Le fils Salem ne trouve pas de travail sérieux et bricole avec insouciance tout en espérant un emploi et un mariage chez le voisin. Apprenant le déshonneur de sa sœur, il tente de se venger mais le pardon de sa mère l'amène à partir.

## Fiche technique
- Titre : Sous la pluie de l'automne
- Réalisation : Ahmed Khchine assisté de Mohamed Jaouadi
- Scénario :  Ahmed Khchine d'après une idée de Ridha Béhi
- Dialogue : Ahmed Kedidi
- Photographie : Ezzedine Ben Ammar
- Son : Hechmi Joulak
- Musique : Mohamed Saâda
- Montage : Faouzia Tayaa
- Production : SATPEC et Ahmed Khchine
- Pays d'origine :  Tunisie
- Langue : arabe
- Format : noir et blanc -  35 mm
- Genre : film social
- Durée : 80 minutes
- Date de sortie :
  -  Tunisie : 21 avril 1975
  -  Burkina Faso : février 1976 au 5e Festival panafricain du cinéma et de la télévision de Ouagadougou

## Distribution
- Chedly Belhaj
- Hassiba Rochdi
- Khadija Jhinaoui
- Habib Chaâri
- Fathia Hammami
- Ali Borgini
- Mongia Taboubi
- Abdelwahab Hamza